# 皮蘇埃尼亞河

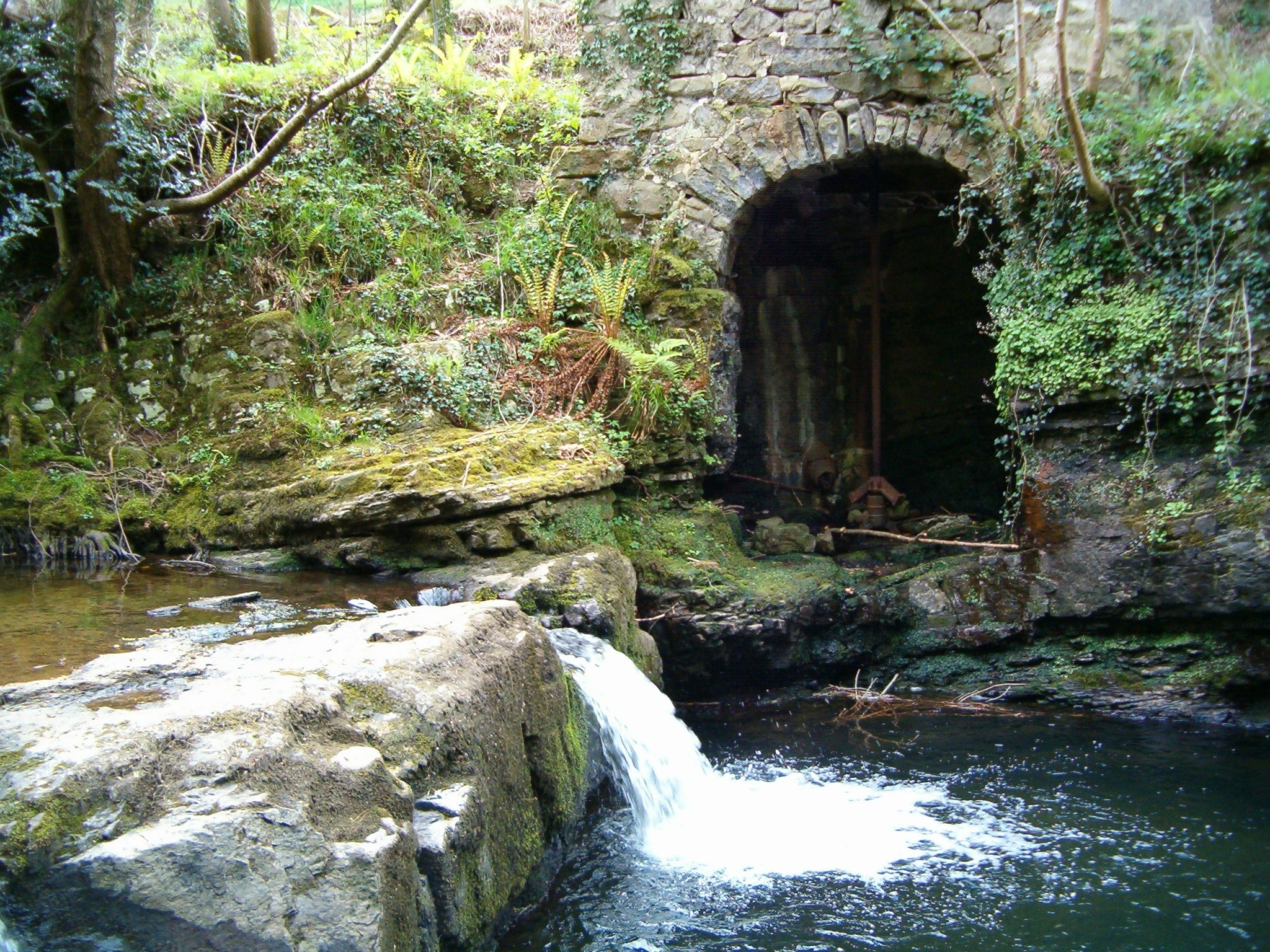
皮蘇埃尼亞河

皮蘇埃尼亞河（西班牙語：Río Pisueña）是西班牙的河流，位於該國北部坎塔布里亞，屬於帕斯河的支流，發源自皮蘇埃尼亞，河道全長36.2公里，流域面積201平方公里。